# Saison 2015-2016 des Hornets de Charlotte
La saison 2015-2016 du Hornets de Charlotte est la 26e saison de la franchise en NBA.

## Draft
| Tour | Choix | Joueur                                   | Poste  | Nationalité | Provenance                  |
| ---- | ----- | ---------------------------------------- | ------ | ----------- | --------------------------- |
| 1    | 9     | Frank Kaminsky                           | PF / C | États-Unis  | Badgers du Wisconsin        |
| 2    | 39    | Juan Pablo Vaulet (transféré à Brooklyn) | SF     | Argentine   | Estudiantes de Bahía Blanca |

## Pré-saison
| Pré-saison Total: 7-1 (Domicile : 3-0 ; Extérieur : 4-1) |

| Match | Date match | Équipe         | Score     | Meilleur marqueur   | Meilleur rebondeur       | Meilleur passeur      | Lieux Spectateurs                         | Série |
| ----- | ---------- | -------------- | --------- | ------------------- | ------------------------ | --------------------- | ----------------------------------------- | ----- |
| 1     | 3 octobre  | @ Orlando      | V 106-100 | Jeremy Lin (17)     | Al Jefferson (9)         | Kemba Walker (8)      | Amway Center 14 942                       | 1 - 0 |
| 2     | 4 octobre  | @ Miami        | V 90-77   | Brian Roberts (21)  | Frank Kaminsky (11)      | Kaminsky, Roberts (4) | American Airlines Arena 19 600            | 2 - 0 |
| 3     | 10 octobre | L.A Clippers   | V 106-94  | Lin, Zeller (16)    | Spencer Hawes (13)       | Kemba Walker (5)      | Shenzhen Universiade Center 17 376        | 3 - 0 |
| 4     | 13 octobre | @ L.A Clippers | V 113-71  | Al Jefferson (17)   | Nicolas Batum (10)       | Nicolas Batum (5)     | Mercedes-Benz Arena 15 905                | 4 - 0 |
| 5     | 17 octobre | New York       | V 97-93   | Al Jefferson (12)   | Hansbrough, Kaminsky (8) | Frank Kaminsky (3)    | Time Warner Cable Arena 11 632            | 5 - 0 |
| 6     | 19 octobre | Chicago        | V 94-86   | Kemba Walker (22)   | Jeremy Lin (8)           | Jeremy Lin (5)        | Time Warner Cable Arena 8 769             | 6 - 0 |
| 7     | 21 octobre | @ Détroit      | V 99-94   | Batum, Lin (18)     | Nicolas Batum (10)       | Nicolas Batum (6)     | The Palace of Auburn Hills 11 096         | 7 - 0 |
| 8     | 22 octobre | @ Indiana      | D 86-98   | Frank Kaminsky (19) | Hansbrough, Zeller (9)   | Brian Roberts (5)     | Allen County War Memorial Coliseum 10 744 | 7 - 1 |

## Saison régulière
| Saison régulière Total: 48-34 (Domicile : 30-11 ; Extérieur : 18-23) |

| Match | Date match | Équipe    | Score    | Meilleur marqueur  | Meilleur rebondeur | Meilleur passeur | Lieux Spectateurs              | Série |
| ----- | ---------- | --------- | -------- | ------------------ | ------------------ | ---------------- | ------------------------------ | ----- |
| 1     | 28 octobre | @ Miami   | D 94-104 | Kemba Walker (19)  | Cody Zeller (12)   | Kemba Walker (4) | American Airlines Arena 19 724 | 0 - 1 |
| 2     | 30 octobre | @ Atlanta | D 94-97  | Nicolas Batum (14) | Nicolas Batum (12) | Kemba Walker (6) | Philips Arena 17 024           | 0 - 2 |

| Match | Date match   | Équipe        | Score          | Meilleur marqueur  | Meilleur rebondeur       | Meilleur passeur    | Lieux Spectateurs               | Série  |
| ----- | ------------ | ------------- | -------------- | ------------------ | ------------------------ | ------------------- | ------------------------------- | ------ |
| 3     | 1er novembre | Atlanta       | D 92-94        | Kemba Walker (20)  | Al Jefferson (10)        | Nicolas Batum (8)   | Time Warner Cable Arena 18 691  | 0 - 3  |
| 4     | 3 novembre   | Chicago       | V 130-105      | Jeremy Lamb (20)   | Marvin Williams (10)     | Kemba Walker (5)    | Time Warner Cable Arena 15 136  | 1 - 3  |
| 5     | 5 novembre   | @ Dallas      | V 108-94       | Al Jefferson (31)  | Marvin Williams (12)     | Kemba Walker (7)    | American Airlines Center 19 635 | 2 - 3  |
| 6     | 7 novembre   | @ San Antonio | D 94-114       | Kemba Walker (23)  | Al Jefferson (7)         | Batum, Walker (4)   | AT&T Center 18 418              | 2 - 4  |
| 7     | 10 novembre  | @ Minnesota   | V 104-95       | Jeremy Lin (19)    | Marvin Williams (10)     | Kemba Walker (6)    | Target Center 14 722            | 3 - 4  |
| 8     | 11 novembre  | New York      | V 95-93        | Nicolas Batum (24) | Batum, Jefferson (5)     | Spencer Hawes (5)   | Time Warner Cable Arena 16 643  | 4 - 4  |
| 9     | 13 novembre  | @ Chicago     | D 97-102       | Nicolas Batum (28) | Lamb, Walker (9)         | Kemba Walker (7)    | United Center 21 749            | 4 - 5  |
| 10    | 15 novembre  | Portland      | V 106-94       | Nicolas Batum (33) | Nicolas Batum (6)        | Marvin Williams (8) | Time Warner Cable Arena 15 317  | 5 - 5  |
| 11    | 17 novembre  | @ New York    | D 94-102       | Kemba Walker (31)  | Batum, Lamb (6)          | Lamb, Lin (6)       | Madison Square Garden 19 812    | 5 - 6  |
| 12    | 18 novembre  | Brooklyn      | V 116-111      | Nicolas Batum (24) | Lin, Williams (9)        | Nicolas Batum (8)   | Time Warner Cable Arena 14 040  | 6 - 6  |
| 13    | 20 novembre  | Philadelphie  | V 113-88       | Al Jefferson (26)  | Al Jefferson (10)        | Kemba Walker (7)    | Time Warner Cable Arena 17 926  | 7 - 6  |
| 14    | 23 novembre  | Sacramento    | V 127-122 (OT) | Kemba Walker (39)  | Nicolas Batum (10)       | Nicolas Batum (8)   | Time Warner Cable Arena 14 163  | 8 - 6  |
| 15    | 25 novembre  | Washington    | V 101-87       | Batum, Walker (16) | Jefferson, Williams (11) | Nicolas Batum (11)  | Time Warner Cable Arena 17 064  | 9 - 6  |
| 16    | 27 novembre  | Cleveland     | D 90-95        | Kemba Walker (18)  | Batum, Lamb (8)          | 3 joueurs (4)       | Time Warner Cable Arena 19 093  | 9 - 7  |
| 17    | 29 novembre  | Milwaukee     | V 87-82        | Kemba Walker (22)  | Jeremy Lamb (9)          | Nicolas Batum (5)   | Time Warner Cable Arena 14 224  | 10 - 7 |

| Match | Date match  | Équipe        | Score         | Meilleur marqueur     | Meilleur rebondeur     | Meilleur passeur   | Lieux Spectateurs              | Série   |
| ----- | ----------- | ------------- | ------------- | --------------------- | ---------------------- | ------------------ | ------------------------------ | ------- |
| 18    | 2 décembre  | Golden State  | D 99-116      | Nicolas Batum (17)    | Nicolas Batum (8)      | Brian Roberts (5)  | Time Warner Cable Arena 19 542 | 10 - 8  |
| 19    | 5 décembre  | @ Chicago     | V 102-96      | Nicolas Batum (24)    | Nicolas Batum (11)     | Batum, Walker (5)  | United Center 21 770           | 11 - 8  |
| 20    | 7 décembre  | Détroit       | V 104-84      | Cody Zeller (20)      | Marvin Williams (12)   | Nicolas Batum (8)  | Time Warner Cable Arena 15 481 | 12 - 8  |
| 21    | 9 décembre  | Miami         | V 99-81       | Walker, Williams (18) | Nicolas Batum (11)     | Nicolas Batum (11) | Time Warner Cable Arena 17 404 | 13 - 8  |
| 22    | 11 décembre | @ Memphis     | V 123-99      | Kemba Walker (33)     | Kaminsky, Williams (6) | Kemba Walker (6)   | FedExForum 17 111              | 14 - 8  |
| 23    | 12 décembre | Boston        | D 93-98       | Nicolas Batum (21)    | Batum, Hawes (8)       | Kemba Walker (4)   | Time Warner Cable Arena 18 890 | 14 - 9  |
| 24    | 16 décembre | @ Orlando     | D 98-113      | Jeremy Lamb (16)      | 3 joueurs (5)          | Kemba Walker (9)   | Amway Center 16 019            | 14 - 10 |
| 25    | 17 décembre | Toronto       | V 109-99 (OT) | Jeremy Lin (35)       | Hawes, Williams (10)   | Kemba Walker (7)   | Time Warner Cable Arena 15 817 | 15 - 10 |
| 26    | 19 décembre | @ Washington  | D 101-109     | Kemba Walker (18)     | Marvin Williams (9)    | Nicolas Batum (8)  | Verizon Center 16 987          | 15 - 11 |
| 27    | 21 décembre | @ Houston     | D 95-102      | Kemba Walker (14)     | Cody Zeller (7)        | Kemba Walker (6)   | Toyota Center 18 236           | 15 - 12 |
| 28    | 23 décembre | Boston        | D 89-102      | Frank Kaminsky (23)   | Cody Zeller (10)       | Nicolas Batum (7)  | Time Warner Cable Arena 19 082 | 15 - 13 |
| 29    | 26 décembre | Memphis       | V 98-92       | Kemba Walker (22)     | Nicolas Batum (11)     | Batum, Walker (8)  | Time Warner Cable Arena 19 091 | 16 - 13 |
| 30    | 28 décembre | L.A. Lakers   | V 108-98      | Kemba Walker (38)     | Marvin Williams (11)   | Nicolas Batum (11) | Time Warner Cable Arena 19 632 | 17 - 13 |
| 31    | 30 décembre | L.A. Clippers | D 117-122     | Kemba Walker (29)     | Batum, Zeller (8)      | Kemba Walker (7)   | Time Warner Cable Arena 19 145 | 17 - 14 |

| Match | Date match  | Équipe          | Score           | Meilleur marqueur    | Meilleur rebondeur            | Meilleur passeur   | Lieux Spectateurs                 | Série   |
| ----- | ----------- | --------------- | --------------- | -------------------- | ----------------------------- | ------------------ | --------------------------------- | ------- |
| 32    | 1er janvier | @ Toronto       | D 94-104        | Kemba Walker (18)    | Cody Zeller (9)               | Nicolas Batum (7)  | Centre Air Canada 19 800          | 17 - 15 |
| 33    | 2 janvier   | Oklahoma City   | D 90-109        | Kemba Walker (32)    | Marvin Williams (8)           | Kemba Walker (5)   | Time Warner Cable Arena 19 387    | 17 - 16 |
| 34    | 4 janvier   | @ Golden State  | D 101-111       | Kemba Walker (22)    | Cody Zeller (10)              | Spencer Hawes (4)  | Oracle Arena 19 596               | 17 - 17 |
| 35    | 6 janvier   | @ Phoenix       | D 102-111       | Kemba Walker (25)    | Cody Zeller (11)              | Kemba Walker (6)   | Talking Stick Resort Arena 16 910 | 17 - 18 |
| 36    | 9 janvier   | @ L.A. Clippers | D 83-97         | Jeremy Lin (26)      | Lamb, Zeller (13)             | Jeremy Lin (4)     | Staples Center 19 060             | 17 - 19 |
| 37    | 10 janvier  | @ Denver        | D 92-95         | Lamb, Zeller (15)    | Jeremy Lamb (8)               | Nicolas Batum (7)  | Pepsi Center 11 343               | 17 - 20 |
| 38    | 13 janvier  | Atlanta         | V 107-84        | Kemba Walker (23)    | Cody Zeller (10)              | Nicolas Batum (10) | Time Warner Cable Arena 15 334    | 18 - 20 |
| 39    | 15 janvier  | @ New Orleans   | D 107-109       | Batum, Walker (25)   | Cody Zeller (8)               | Nicolas Batum (8)  | Smoothie King Center 16 876       | 18 - 21 |
| 40    | 16 janvier  | Milwaukee       | D 92-105        | Jeremy Lin (15)      | Spencer Hawes (9)             | Nicolas Batum (9)  | Time Warner Cable Arena 18 288    | 18 - 22 |
| 41    | 18 janvier  | Utah            | V 124-119 (2OT) | Kemba Walker (52)    | Batum, Walker (9)             | Kemba Walker (8)   | Time Warner Cable Arena 17 459    | 19 - 22 |
| 42    | 20 janvier  | @ Oklahoma City | D 95-109        | Kemba Walker (21)    | 3 joueurs (6)                 | Frank Kaminsky (4) | Chesapeake Energy Arena 18 203    | 19 - 23 |
| 43    | 22 janvier  | @ Orlando       | V 120-116 (OT)  | Kemba Walker (40)    | Marvin Williams (14)          | Kemba Walker (9)   | Amway Center 18 083               | 20 - 23 |
| 44    | 23 janvier  | New York        | V 97-84         | Lin, Walker (26)     | Marvin Williams (12)          | Lin, Walker (5)    | Amway Center 18 083               | 21 - 23 |
| 45    | 25 janvier  | @ Sacramento    | V 129-128 (2OT) | Troy Daniels (28)    | Frank Kaminsky (8)            | Jeremy Lin (11)    | Sleep Train Arena 16 991          | 22 - 23 |
| 46    | 27 janvier  | @ Utah          | D 73-102        | Kemba Walker (15)    | Nicolas Batum (10)            | Batum, Hawes (2)   | Vivint Smart Home Arena 16 683    | 22 - 24 |
| 47    | 29 janvier  | @ Portland      | D 91-109        | Marvin Williams (20) | Tyler Hansbrough (14)         | Nicolas Batum (8)  | Moda Center 19 393                | 22 - 25 |
| 48    | 31 janvier  | @ L.A. Lakers   | V 101-82        | Marvin Williams (19) | Kidd-Gilchrist, Williams (12) | Kemba Walker (6)   | Staples Center 18 997             | 23 - 25 |

| Match               | Date match | Équipe      | Score     | Meilleur marqueur    | Meilleur rebondeur          | Meilleur passeur  | Lieux Spectateurs                | Série   |
| ------------------- | ---------- | ----------- | --------- | -------------------- | --------------------------- | ----------------- | -------------------------------- | ------- |
| 49                  | 3 février  | Cleveland   | V 106-97  | Jeremy Lin (24)      | Michael Kidd-Gilchrist (13) | Jeremy Lin (8)    | Time Warner Cable Arena 19 189   | 24 - 25 |
| 50                  | 5 février  | Miami       | D 95-98   | Marvin Williams (27) | Cody Zeller (8)             | Nicolas Batum (7) | Time Warner Cable Arena 19 147   | 24 - 26 |
| 51                  | 6 février  | Washington  | V 108-104 | Nicolas Batum (26)   | Nicolas Batum (11)          | Nicolas Batum (9) | Time Warner Cable Arena 18 450   | 25 - 26 |
| 52                  | 8 février  | Chicago     | V 108-91  | Kemba Walker (30)    | Nicolas Batum (13)          | Batum, Walker (8) | Time Warner Cable Arena 15 886   | 26 - 26 |
| 53                  | 10 février | @ Indiana   | V 117-95  | Kemba Walker (25)    | Cody Zeller (11)            | Nicolas Batum (6) | Bankers Life Fieldhouse 15 653   | 27 - 26 |
| All-Star Break 2016 |            |             |           |                      |                             |                   |                                  |         |
| 54                  | 19 février | @ Milwaukee | V 98-95   | Kemba Walker (25)    | Cody Zeller (9)             | Kemba Walker (4)  | BMO Harris Bradley Center 16 370 | 28 - 26 |
| 55                  | 21 février | @ Brooklyn  | V 104-96  | Kemba Walker (28)    | Marvin Williams (12)        | Nicolas Batum (8) | Barclays Center 16 155           | 29 - 26 |
| 56                  | 24 février | @ Cleveland | D 103-114 | Kemba Walker (20)    | Marvin Williams (10)        | Batum, Walker (6) | Quicken Loans Arena 20 562       | 29 - 27 |
| 57                  | 26 février | @ Indiana   | V 96-95   | Marvin Williams (26) | Marvin Williams (13)        | Kemba Walker (10) | Bankers Life Fieldhouse 18 165   | 30 - 27 |
| 58                  | 28 février | @ Atlanta   | D 76-96   | Marvin Williams (16) | Marvin Williams (9)         | Kemba Walker (5)  | Philips Arena 17 156             | 30 - 28 |

| Match | Date match | Équipe         | Score     | Meilleur marqueur      | Meilleur rebondeur   | Meilleur passeur   | Lieux Spectateurs                | Série   |
| ----- | ---------- | -------------- | --------- | ---------------------- | -------------------- | ------------------ | -------------------------------- | ------- |
| 59    | 1er mars   | Phoenix        | V 126-92  | Kemba Walker (26)      | Nicolas Batum (9)    | Kemba Walker (9)   | Time Warner Cable Arena 16 849   | 31 - 28 |
| 60    | 2 mars     | @ Philadelphie | V 119-99  | Kemba Walker (30)      | Marvin Williams (9)  | Nicolas Batum (7)  | Wells Fargo Center 11 143        | 32 - 28 |
| 61    | 4 mars     | Indiana        | V 108-101 | Kemba Walker (33)      | Cody Zeller (11)     | Kemba Walker (10)  | Time Warner Cable Arena 19 099   | 33 - 28 |
| 62    | 7 mars     | Minnesota      | V 108-103 | Kemba Walker (34)      | Walker, Williams (7) | Kemba Walker (6)   | Time Warner Cable Arena 15 912   | 34 - 28 |
| 63    | 9 mars     | New Orleans    | V 122-113 | Kemba Walker (35)      | Cody Zeller (8)      | Kemba Walker (7)   | Time Warner Cable Arena 16 335   | 35 - 28 |
| 64    | 11 mars    | Détroit        | V 118-103 | Marvin Williams (22)   | Lee, Williams (6)    | Nicolas Batum (11) | Time Warner Cable Arena 18 189   | 36 - 28 |
| 65    | 12 mars    | Houston        | V 125-109 | Kemba Walker (26)      | Al Jefferson (10)    | Nicolas Batum (8)  | Time Warner Cable Arena 19 303   | 37 - 28 |
| 66    | 14 mars    | Dallas         | D 96-107  | Kemba Walker (25)      | Cody Zeller (9)      | Kemba Walker (9)   | Time Warner Cable Arena 15 686   | 37 - 29 |
| 67    | 16 mars    | Orlando        | V 107-99  | Batum, Williams (26)   | Cody Zeller (13)     | Nicolas Batum (9)  | Time Warner Cable Arena 16 148   | 38 - 29 |
| 68    | 17 mars    | @ Miami        | V 109-106 | Jefferson, Walker (21) | Al Jefferson (10)    | Batum, Walker (7)  | American Airlines Arena 19 848   | 39 - 29 |
| 69    | 19 mars    | Denver         | D 93-101  | Nicolas Batum (24)     | Nicolas Batum (8)    | Nicolas Batum (9)  | Time Warner Cable Arena 19 271   | 39 - 30 |
| 70    | 21 mars    | San Antonio    | V 91-88   | Jeremy Lin (29)        | Cody Zeller (14)     | Batum, Zeller (3)  | Time Warner Cable Arena 18 260   | 40 - 30 |
| 71    | 22 mars    | @ Brooklyn     | V 105-100 | Nicolas Batum (22)     | Frank Kaminsky (7)   | 3 joueurs (4)      | Barclays Center 15 739           | 41 - 30 |
| 72    | 25 mars    | @ Détroit      | D 105-112 | Kemba Walker (29)      | Al Jefferson (7)     | Nicolas Batum (7)  | Palace of Auburn Hills 17 209    | 41 - 31 |
| 73    | 26 mars    | @ Milwaukee    | V 115-91  | Nicolas Batum (25)     | Marvin Williams (8)  | Nicolas Batum (8)  | BMO Harris Bradley Center 15 544 | 42 - 31 |
| 74    | 29 mars    | @ Philadelphie | V 100-85  | Nicolas Batum (19)     | Nicolas Batum (12)   | Nicolas Batum (12) | Wells Fargo Center 14 486        | 43 - 31 |

| Match | Date match | Équipe       | Score     | Meilleur marqueur   | Meilleur rebondeur  | Meilleur passeur  | Lieux Spectateurs              | Série   |
| ----- | ---------- | ------------ | --------- | ------------------- | ------------------- | ----------------- | ------------------------------ | ------- |
| 75    | 1er avril  | Philadelphie | V 100-91  | Kemba Walker (27)   | Kemba Walker (11)   | Nicolas Batum (7) | Time Warner Cable Arena 19 244 | 44 - 31 |
| 76    | 3 avril    | @ Cleveland  | D 103-112 | Kemba Walker (29)   | Spencer Hawes (9)   | Kemba Walker (7)  | Quicken Loans Arena 20 562     | 44 - 32 |
| 77    | 5 avril    | @ Toronto    | D 90-96   | Jeremy Lin (21)     | Al Jefferson (11)   | Jeremy Lin (7)    | Centre Air Canada 19 800       | 44 - 33 |
| 78    | 6 avril    | @ New York   | V 111-97  | Kemba Walker (34)   | Al Jefferson (8)    | Courtney Lee (6)  | Madison Square Garden 19 812   | 45 - 33 |
| 79    | 8 avril    | Brooklyn     | V 113-99  | Kemba Walker (22)   | Al Jefferson (9)    | Nicolas Batum (6) | Time Warner Cable Arena 18 337 | 46 - 33 |
| 80    | 10 avril   | @ Washington | D 98-113  | Frank Kaminsky (18) | Frank Kaminsky (11) | Kemba Walker (7)  | Verizon Center 19 187          | 46 - 34 |
| 81    | 11 avril   | @ Boston     | V 114-100 | Jeremy Lin (25)     | Al Jefferson (11)   | Kemba Walker (6)  | TD Garden 18 624               | 47 - 34 |
| 82    | 13 avril   | Orlando      | V 117-103 | Al Jefferson (26)   | Jeremy Lamb (9)     | Kemba Walker (8)  | Time Warner Cable Arena 17 372 | 48 - 34 |

## Playoffs
| Playoffs Total: 3-3 (Domicile : 2-1 ; Extérieur : 1-2) |

| Match | Date match | Équipe  | Score     | Meilleur marqueur    | Meilleur rebondeur   | Meilleur passeur   | Lieux Spectateurs              | Série |
| ----- | ---------- | ------- | --------- | -------------------- | -------------------- | ------------------ | ------------------------------ | ----- |
| 1     | 17 avril   | @ Miami | D 91-123  | Nicolas Batum (21)   | Cody Zeller (7)      | Jeremy Lin (3)     | American Airlines Arena 19 600 | 0 - 1 |
| 2     | 20 avril   | @ Miami | D 103-115 | Kemba Walker (29)    | Batum, Jefferson (7) | Batum, Walker (3)  | American Airlines Arena 19 650 | 0 - 2 |
| 3     | 23 avril   | Miami   | V 96-80   | Jeremy Lin (18)      | Marvin Williams (14) | Kemba Walker (7)   | Time Warner Cable Arena 19 604 | 1 - 2 |
| 4     | 25 avril   | Miami   | V 89-85   | Kemba Walker (34)    | Spencer Hawes (8)    | Jefferson, Lin (3) | Time Warner Cable Arena 19 156 | 2 - 2 |
| 5     | 27 avril   | @ Miami | V 90-88   | Marvin Williams (17) | Marvin Williams (8)  | Jeremy Lin (7)     | American Airlines Arena 19 685 | 3 - 2 |
| 6     | 29 avril   | Miami   | D 90-97   | Kemba Walker (37)    | Al Jefferson (7)     | Kemba Walker (5)   | Time Warner Cable Arena 19 636 | 3 - 3 |
| 7     | 1er mai    | @ Miami | D 73-106  | Frank Kaminsky (13)  | Cody Zeller (7)      | Kemba Walker (6)   | American Airlines Arena 19 868 | 3 - 4 |

## Confrontations
| Conférence Est      | Conférence Est                             | Conférence Est                             | Conférence Est                             | Conférence Est                             | Conférence Ouest                           | Conférence Ouest                           | Conférence Ouest                           |
| Division Atlantique | Division Atlantique                        | Division Atlantique                        | Division Atlantique                        | Division Atlantique                        | Division Nord-Ouest                        | Division Nord-Ouest                        | Division Nord-Ouest                        |
| Équipe              | Domicile                                   | Domicile                                   | Extérieur                                  | Extérieur                                  | Équipe                                     | Domicile                                   | Extérieur                                  |
| ------------------- | ------------------------------------------ | ------------------------------------------ | ------------------------------------------ | ------------------------------------------ | ------------------------------------------ | ------------------------------------------ | ------------------------------------------ |
| Boston              | 93-98                                      | 89-102                                     | 114-100                                    |                                            | Denver                                     | 93-101                                     | 92-95                                      |
| Brooklyn            | 116-111                                    | 113-99                                     | 104-96                                     | 105-100                                    | Minnesota                                  | 108-103                                    | 104-95                                     |
| New York            | 95-93                                      | 97-84                                      | 94-102                                     | 111-97                                     | Oklahoma City                              | 90-109                                     | 95-109                                     |
| Philadelphie        | 113-88                                     | 100-91                                     | 119-99                                     | 100-85                                     | Portland                                   | 106-94                                     | 91-109                                     |
| Toronto             | 109-99 (OT)                                |                                            | 94-104                                     | 90-96                                      | Utah                                       | 124-119 (2OT)                              | 73-102                                     |
|                     | 7–2                                        | 7–2                                        | 6–3                                        | 6–3                                        |                                            | 3–2                                        | 1–4                                        |
| Division            | 13–5                                       | 13–5                                       | 13–5                                       | 13–5                                       | Division                                   | 4–6                                        | 4–6                                        |
| Division Centrale   | Division Centrale                          | Division Centrale                          | Division Centrale                          | Division Centrale                          | Division Pacifique                         | Division Pacifique                         | Division Pacifique                         |
| Equipe              | Domicile                                   | Domicile                                   | Extérieur                                  | Extérieur                                  | Equipe                                     | Domicile                                   | Extérieur                                  |
| Chicago             | 130-105                                    | 108-91                                     | 97-102                                     | 102-96                                     | Golden State                               | 99-116                                     | 101-111                                    |
| Cleveland           | 90-95                                      | 106-97                                     | 103-114                                    | 103-112                                    | L.A. Clippers                              | 117-122                                    | 83-97                                      |
| Detroit             | 104-84                                     | 118-103                                    | 105-112                                    |                                            | L.A. Lakers                                | 108-98                                     | 101-82                                     |
| Indiana             | 108-101                                    |                                            | 117-95                                     | 96-95                                      | Phoenix                                    | 126-92                                     | 102-111                                    |
| Milwaukee           | 87-82                                      | 92-105                                     | 98-95                                      | 115-91                                     | Sacramento                                 | 127-122 (OT)                               | 129-128 (2OT)                              |
|                     | 7–2                                        | 7–2                                        | 5–4                                        | 5–4                                        |                                            | 3–2                                        | 2–3                                        |
| Division            | 12-6                                       | 12-6                                       | 12-6                                       | 12-6                                       | Division                                   | 5–5                                        | 5–5                                        |
| Division Sud-Est    | Division Sud-Est                           | Division Sud-Est                           | Division Sud-Est                           | Division Sud-Est                           | Division Sud-Ouest                         | Division Sud-Ouest                         | Division Sud-Ouest                         |
| Equipe              | Domicile                                   | Domicile                                   | Extérieur                                  | Extérieur                                  | Equipe                                     | Domicile                                   | Extérieur                                  |
| Atlanta             | 92-94                                      | 107-84                                     | 94-97                                      | 76-96                                      | Dallas                                     | 96-107                                     | 108-94                                     |
|                     |                                            |                                            |                                            |                                            | Houston                                    | 125-109                                    | 95-102                                     |
| Miami               | 99-81                                      | 95-98                                      | 94-104                                     | 109-106                                    | Memphis                                    | 98-92                                      | 123-99                                     |
| Orlando             | 107-99                                     | 117-103                                    | 98-113                                     | 120-116 (OT)                               | New Orleans                                | 122-113                                    | 107-109                                    |
| Washington          | 101-87                                     | 108-104                                    | 101-109                                    | 98-113                                     | San Antonio                                | 91-88                                      | 94-114                                     |
|                     | 6–2                                        | 6–2                                        | 2–6                                        | 2–6                                        |                                            | 4–1                                        | 2–3                                        |
| Division            | 8–8                                        | 8–8                                        | 8–8                                        | 8–8                                        | Division                                   | 6-4                                        | 6-4                                        |
| Conférence          | 33–19 (Domicile : 20–6; Extérieur: 13–13)  | 33–19 (Domicile : 20–6; Extérieur: 13–13)  | 33–19 (Domicile : 20–6; Extérieur: 13–13)  | 33–19 (Domicile : 20–6; Extérieur: 13–13)  | Conférence                                 | 15–15 (Domicile : 10–5 ; Extérieur : 5–10) | 15–15 (Domicile : 10–5 ; Extérieur : 5–10) |
| Total               | 48-34 (Domicile : 29–11; Extérieur: 19–23) | 48-34 (Domicile : 29–11; Extérieur: 19–23) | 48-34 (Domicile : 29–11; Extérieur: 19–23) | 48-34 (Domicile : 29–11; Extérieur: 19–23) | 48-34 (Domicile : 29–11; Extérieur: 19–23) | 48-34 (Domicile : 29–11; Extérieur: 19–23) | 48-34 (Domicile : 29–11; Extérieur: 19–23) |

## Effectif actuel
| Hornets de Charlotte Effectif actuel |    |                        |                        |                       |
| Entraîneur : Steve Clifford          |    |                        |                        |                       |
| Ailier                               | 5  | Drapeau de la France   | Nicolas Batum          | France                |
| Meneur                               | 30 | Drapeau des États-Unis | Troy Daniels           | Virginia Commonwealth |
| Meneur                               | 12 | Drapeau du Mexique     | Jorge Gutiérrez        | Californie            |
| Ailier fort                          | 50 | Drapeau des États-Unis | Tyler Hansbrough       | Caroline du Nord      |
| Arrière                              | 9  | Drapeau des États-Unis | Aaron Harrison         | Kentucky              |
| Ailier fort, Pivot                   | 00 | Drapeau des États-Unis | Spencer Hawes          | Washington            |
| Ailier fort, Pivot                   | 25 | Drapeau des États-Unis | Al Jefferson (C)       | Prentiss HS           |
| Ailier fort, Pivot                   | 44 | Drapeau des États-Unis | Frank Kaminsky         | Wisconsin             |
| Ailier                               | 14 | Drapeau des États-Unis | Michael Kidd-Gilchrist | Kentucky              |
| Arrière                              | 3  | Drapeau des États-Unis | Jeremy Lamb            | Connecticut           |
| Arrière                              | 1  | Drapeau des États-Unis | Courtney Lee           | Western Kentucky      |
| Meneur                               | 7  | /                      | Jeremy Lin             | Harvard               |
| Meneur                               | 15 | Drapeau des États-Unis | Kemba Walker (C)       | Connecticut           |
| Ailier                               | 2  | Drapeau des États-Unis | Marvin Williams        | Caroline du Nord      |
| Pivot                                | 40 | Drapeau des États-Unis | Cody Zeller            | Indiana               |
| (C) - Capitaine, - Blessé            |    |                        |                        |                       |

## Contrats et salaires 2015-2016
| Joueur                 | Poste      | Âge        | Exp        | Contrat                | Salaire 2015-2016 | Fin du contrat |
| ---------------------- | ---------- | ---------- | ---------- | ---------------------- | ----------------- | -------------- |
| Joueurs actuels        |            |            |            |                        |                   |                |
| Nicolas Batum          | SF         | 26         | 7          | 46 121 500 $ sur 4 ans | 13 125 306 $      | 2016           |
| Troy Daniels           | SG         | 24         | 2          | 1 763 758 $ sur 2 ans  | 947,276 $         | 2016           |
| Tyler Hansbrough       | PF         | 29         | 6          | 1 185 784 $ sur 1 an   | 947,276 $         | 2016           |
| Aaron Harrison         | SG         | 20         | 0          | 1 399 729 $ sur 2 ans  | 525,093 $**       | 2017           |
| Spencer Hawes          | C          | 27         | 8          | 22 652 350 $ sur 4 ans | 6 110 034 $       | 2018           |
| Al Jefferson           | C          | 30         | 11         | 40 500 000 $ sur 3 ans | 13 500 000 $      | 2016           |
| Frank Kaminsky         | PF         | 22         | 0          | 5 747 544 $ sur 2 ans  | 2 612 520 $       | 2019           |
| Michael Kidd-Gilchrist | SF         | 22         | 3          | 20 760 923 $ sur 4 ans | 6 331 403 $       | 2016           |
| Jeremy Lamb            | SG         | 23         | 3          | 9 367 716 $ sur 4 ans  | 3 034 356 $       | 2016           |
| Courtney Lee           | SG         | 30         | 7          | 21 350 000 $ sur 4 ans | 5 675 000 $       | 2016           |
| Jeremy Lin             | PG         | 27         | 5          | 4 374 255 $ sur 2 ans  | 2 139 000 $       | 2017           |
| Kemba Walker           | PG         | 25         | 4          | 48 000 000 $ sur 4 ans | 12 000 000 $      | 2019           |
| Marvin Williams        | PF         | 29         | 10         | 14 000 000 $ sur 2 ans | 7 000 000 $       | 2016           |
| Cody Zeller            | C          | 23         | 2          | 17 410 113 $ sur 4 ans | 4 204 200 $       | 2017           |
| Joueurs coupés         |            |            |            |                        |                   |                |
| Elliot Williams        | SG         | 26         | 3          | -                      | 80,000 $          | -              |
|                        |            |            |            |                        |                   |                |
| Total                  | Total      | Total      | Total      | Total                  | 78 231 465 $      | Différence     |
| Salary Cap             | Salary Cap | Salary Cap | Salary Cap | Salary Cap             | 70 000 000 $      | - 8 231 465 $  |
| Luxury Tax             | Luxury Tax | Luxury Tax | Luxury Tax | Luxury Tax             | 84 700 000 $      | 10 468 535 $   |

- 2016 = Joueur agent libre en fin de saison.
- 2016 = Joueur ayant son contrat actuel qui se termine en fin de saison et ayant re-signé un contrat.
- *Contrat non garanti
- ** Contrat partiellement garanti

## Transferts

### Échanges
| Juin            | Juin | Juin                                                                                     | Juin                    |
| --------------- | --- | ---------------------------------------------------------------------------------------- | ----------------------- |
| 15 juin 2015    | Échange à deux équipes | Échange à deux équipes                                                                   | Échange à deux équipes  |
| 15 juin 2015    | Vers Hornets de Charlotte - Matt Barnes - Spencer Hawes | Vers Clippers de Los Angeles - Lance Stephenson                                          | [ 2 ]                   |
| 24 juin 2015    | Échange à deux équipes | Échange à deux équipes                                                                   | Échange à deux équipes  |
| 24 juin 2015    | Vers Hornets de Charlotte - Nicolas Batum | Vers Trail Blazers de Portland - Gerald Henderson Jr. - Noah Vonleh                      | [ 3 ]                   |
| 25 juin 2015    | Échange à deux équipes | Échange à deux équipes                                                                   | Échange à deux équipes  |
| 25 juin 2015    | Vers Grizzlies de Memphis - Matt Barnes | Vers Hornets de Charlotte - Luke Ridnour                                                 | [ 4 ]                   |
| 25 juin 2015    | Échange à deux équipes |                                                                                          |                         |
| 25 juin 2015    | Vers Thunder d'Oklahoma City - Luke Ridnour - Second tour de draft 2016 (conditionnel) | Vers Hornets de Charlotte - Jeremy Lamb                                                  | [ 5 ]                   |
| 25 juin 2015    | Échange à deux équipes |                                                                                          |                         |
| 25 juin 2015    | Vers Hornets de Charlotte - Second tour de draft 2018 - Second tour de draft 2019 - Compensation financière | Vers Nets de Brooklyn - Droits sur le 39e choix de la draft 2015 : Juan Pablo Vaulet     | [ 6 ]                   |
| Février         | |                                                                                          |                         |
| 16 février 2016 | Échange à trois équipes | Échange à trois équipes                                                                  | Échange à trois équipes |
| 16 février 2016 | Vers Grizzlies de Memphis - P. J. Hairston (de Charlotte) - Chris Andersen (de Miami) - Second tour de draft 2017 (de Miami - protégé) - Second tour de draft 2018 (de Charlotte) - Second tour de draft 2019 (de Brooklyn via Charlotte) - Second tour de draft 2019 (de Boston via Miami - protégé) | Vers Hornets de Charlotte - Courtney Lee (de Memphis) - Cash considerations (de Memphis) | [ 7 ]                   |
| 16 février 2016 | Vers Grizzlies de Memphis - P. J. Hairston (de Charlotte) - Chris Andersen (de Miami) - Second tour de draft 2017 (de Miami - protégé) - Second tour de draft 2018 (de Charlotte) - Second tour de draft 2019 (de Brooklyn via Charlotte) - Second tour de draft 2019 (de Boston via Miami - protégé) | Vers Heat de Miami - Brian Roberts (de Charlotte)                                        | [ 7 ]                   |

### Joueurs qui re-signent
Aucun joueur

#### Options joueur et équipe
| Date       | Joueur           | Option                                                                       |
| ---------- | ---------------- | ---------------------------------------------------------------------------- |
| 15 juin    | Al Jefferson     | Exerce son option joueur de 13 500 000 $ pour la saison 2015-2016            |
| 17 juin    | Gerald Henderson | Exerce son option joueur de 6 000 000 $ pour la saison 2015-2016             |
| 2 novembre | Cody Zeller      | Charlotte exerce son option d'équipe de 5 320 000 $ pour la saison 2016-2017 |

### Arrivés

#### Via draft
| Date      | Joueur         | Draft                         | Contrat                                                                         | Provenance           | Référence |
| --------- | -------------- | ----------------------------- | ------------------------------------------------------------------------------- | -------------------- | --------- |
| 2 juillet | Frank Kaminsky | Draft 2015, Tour 1, choix n°9 | Contrat de 5 750 000 $ sur 2 ans (Option d’équipe pour les saisons 2017 à 2019) | Badgers du Wisconsin | [ 8 ]     |

#### Via agent libre
| Date       | Joueur           | Contrat                                                                   | Provenance            | Référence |
| ---------- | ---------------- | ------------------------------------------------------------------------- | --------------------- | --------- |
| 9 juillet  | Jeremy Lin       | Contrat de 4 370 000 $ sur 2 ans (Option joueur pour la saison 2016-2017) | Lakers de Los Angeles | [ 9 ]     |
| 14 juillet | Aaron Harrison   | Contrat de 1 400 000 $ sur 2 ans (Agent libre restreint en 2017)          | Wildcats du Kentucky  | [ 10 ]    |
| 22 juillet | Tyler Hansbrough | Contrat de 1 190 000 $ sur 1 an                                           | Raptors de Toronto    | [ 11 ]    |

#### Via Trade
| Date       | Joueur                                              | Provenance                |
| ---------- | --------------------------------------------------- | ------------------------- |
| 15 juin    | Spencer Hawes Matt Barnes                           | Clippers de Los Angeles   |
| 24 juin    | Nicolas Batum                                       | Trail Blazers de Portland |
| 25 juin    | Luke Ridnour                                        | Grizzlies de Memphis      |
| 25 juin    | Jeremy Lamb                                         | Thunder d'Oklahoma City   |
| 25 juin    | Second tour de draft 2018 Second tour de draft 2019 | Nets de Brooklyn          |
| 17 février | Courtney Lee                                        | Grizzlies de Memphis      |

### Départs

#### Via agent libre
| Date       | Joueur           | Contrat                                                                   | Vers ¹                 | Référence |
| ---------- | ---------------- | ------------------------------------------------------------------------- | ---------------------- | --------- |
| 10 juillet | Maurice Williams | Contrat de 4 290 000 $ sur 2 ans (Option joueur pour la saison 2016-2017) | Cavaliers de Cleveland | [ 12 ]    |
| 17 juillet | Bismack Biyombo  | Contrat de 5 750 000 $ sur 2 ans (Option joueur pour la saison 2016-2017) | Raptors de Toronto     | [ 13 ]    |

¹ Il s'agit de l’équipe pour laquelle le joueur a signé après son départ, il a pu entre-temps changer d'équipe ou encore de pays.

#### Via Trade
| Date       | Joueur                                                                           | Vers                      |
| ---------- | -------------------------------------------------------------------------------- | ------------------------- |
| 15 juin    | Lance Stephenson                                                                 | Clippers de Los Angeles   |
| 24 juin    | Gerald Henderson Jr. Noah Vonleh                                                 | Trail Blazers de Portland |
| 25 juin    | Matt Barnes                                                                      | Grizzlies de Memphis      |
| 25 juin    | Luke Ridnour Second tour de draft 2016 (si 31-55)                                | Thunder d'Oklahoma City   |
| 25 juin    | Droits sur Juan Pablo Vaulet                                                     | Nets de Brooklyn          |
| 16 février | P. J. Hairston Second tour de draft 2018 Second tour de draft 2019 (de Brooklyn) | Grizzlies de Memphis      |
| 16 février | Brian Roberts                                                                    | Heat de Miami             |

#### Via Waived
| Date       | Joueur                                                     | Commentaire                                               |
| ---------- | ---------------------------------------------------------- | --------------------------------------------------------- |
| 23 octobre | Sam Thompson Jason Washburn Damien Wilkins Elliot Williams | Non retenus dans l'équipe après les camps d’entraînements |